# 7 Pułk Policji SS (galicyjski)
7 Galicyjski Pułk Ochotniczy SS (policyjny, niem. Galizisches SS Freiwilligen Regiment 7 (Polizei)) – niemiecki pułk policyjny SS, utworzony 6 sierpnia 1943 z ukraińskich ochotników zgłaszających się do 14 Dywizji Grenadierów SS i niemieckiej kadry dowódczej.

## Historia
Z nieprzyjętych do dywizji ochotników utworzono pułki policji SS o numerach 4, 5 (5 lipca 1943), 6 (6 sierpnia 1943), 7 (6/12 sierpnia 1943), 8 (20 września 1943). Dowódcą pułku był ppłk Ordnungspolizei Hubert Huber.
Pułk od początku szkolony był we Francji, tam też później stacjonował (Salies-de-Béarn, Orthez). Został rozwiązany 31 stycznia 1944, a 745 policjantów wcielono do pułku zapasowego 14 Dywizji Grenadierów SS.